# Feminismo igualitário

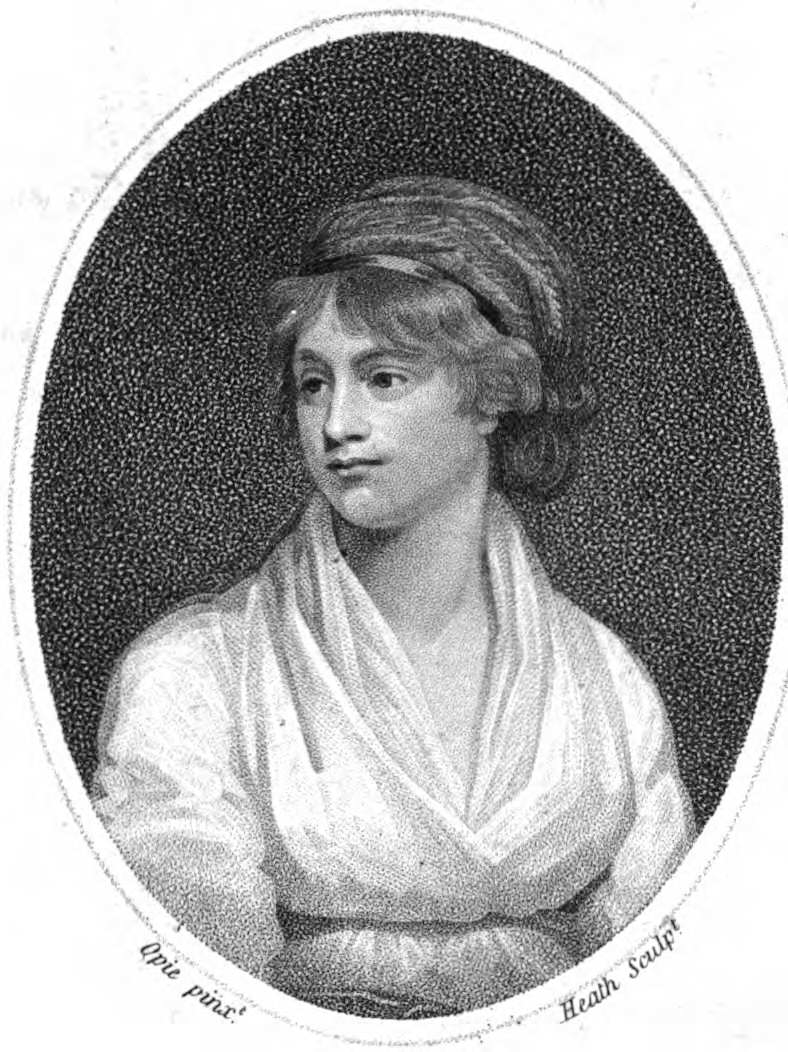
Mary Wollstonecraft, participou da Revolução Francesa.

O feminismo igualitário ou feminismo liberal é uma teoria feminista e um movimento social que tem como objetivo conseguir a igualdade entre homens e mulheres e propõe que para isso não é suficiente a igualdade formal ou jurídica, porém sim a necessidade em se estabelecer um novo contrato social. O feminismo da igualdade inclui diferentes feminismos como são os socialistas, marxistas e anarquistas. Assim como o feminismo radical estadunidense e os feminismos de Simone de Beauvoir e materialistas como o de Christine Delphy e Lidia Falcón também formam parte desta perspectiva teórica.
Todos estes feminismos sinalizam que homens e mulheres são originariamente seres humanos. O feminismo da igualdade considera que a luta pela igualdade real e efetiva, material, entre mulheres e homens transforma de maneira radical todas las áreas da vida social, o próprio conceito do que é um ser humano e retoma os fins e o sentido da vida individual e coletiva.
Este movimento repropõe pela primeira vez na história que o novo "Contrato Social" que se almeja não pode ser feito com base em um "Contrato Sexual". E também retoma a luta pela igualdade de direitos como ponto de partida e denuncia que a "autoconsciência da humanidade" vem sofrendo una profunda deformação ao haver excluído e inferiorizado as mulheres identificando os homens como "o ser humano" neutro.
Entre as feministas históricas mais relevantes do feminismo liberal estão Olympe de Gouges e Mary Wollstonecraft em a Revolução Francesa até Flora Tristán e Sylvia Pankhurst entre as sufragistas e marxistas, Kate Millett e Shulamith Firestone entre as feministas radicais.